# Paolo Vallaresso
Paolo Vallaresso (Venezia, 5 marzo 1660 – Venezia, 23 novembre 1723) è stato un vescovo cattolico italiano.

## Biografia
Paolo Vallaresso era membro di una famiglia patrizia di Venezia, figlio di Zaccaria. Entrò giovane nel seminario di Padova, dopo aver conosciuto il vescovo Gregorio Barbarigo, che lo indirizzò verso la vocazione sacerdotale. Successivamente riuscì a diventare canonico della cattedrale dopo la laurea in utroque iure. Fu eletto vescovo di Concordia il 23 ottobre 1692, probabilmente sotto l'influenza del vescovo Barbarigo, ottenendo la conferma papale dopo l'ordinazione sacerdotale.
Dopo la consacrazione per l'imposizione delle mani del cardinale Gaspare Carpegna, iniziò una serie di visite pastorali, occupandosi del capitolo e del clero della diocesi. Nel 1701 acquistò il convento dei crociferi per istituirvi un seminario, nel 1704, dopo il benestare del governo veneziano: adottò lo stesso regolamento redatto dal cardinale Carlo Borromeo. Si adoperò per l'istituzione a Cordovado di un convento dei frati predicatori osservanti, che si sarebbero occupati della formazione religiosa della comunità e della catechesi, ma soprattutto dell'istruzione dei bambini, istituendo una scuola: raccomandò loro di predicare il Vangelo in lingua volgare.
Morì il 23 novembre 1723 a Venezia: nel suo testamento dispose un lascito di cinquemila ducati in favore del seminario diocesano.

## Genealogia episcopale
La genealogia episcopale è:
- Cardinale Scipione Rebiba
- Cardinale Giulio Antonio Santori
- Cardinale Girolamo Bernerio, O.P.
- Arcivescovo Galeazzo Sanvitale
- Cardinale Ludovico Ludovisi
- Cardinale Luigi Caetani
- Cardinale Ulderico Carpegna
- Cardinale Paluzzo Paluzzi Altieri degli Albertoni
- Cardinale Gaspare Carpegna
- Vescovo Paolo Vallaresso